# Colom ferit de Mindoro
El colom ferit de Mindoro  (Gallicolumba platenae) és una espècie d'ocell de la família dels colúmbids (Columbidae). Habita els boscos de l'illa de Mindoro, a les Filipines.